# World Opponent Network
Pour les articles homonymes, voir WON.
World Opponent Network (ou WON) était un service de jeu en ligne mis en place par Sierra Games en 1998. Il a entre autres rendu possible le jeu en ligne de jeux comme Homeworld, Half-Life, Star Trek: Armada, Soldier of Fortune, Dark Reign 2 et des jeux de casino en ligne. Il a été abandonné par Sierra le 31 juillet 2004.

## WON2
Le réseau WON a été relancé par une équipe de Hollandais sous le nom de WON2 qui permet de jouer comme ils en avaient l'habitude avant la fermeture des serveurs WON. Ces dernières années, le réseau WON2 est parti de dix serveurs de jeu pour aujourd'hui en être à plus de 900 à travers le monde. Ils accueillent une moyenne de 15 000[réf. nécessaire] joueurs par jour dont une majorité de joueurs de Counter-Strike mais aussi de Half-Life, Team Fortress Classic, Sven Co-op et une multitudes d'autres mods.